# Gheorghe Ene
Gheorghe Ene II (né le 27 janvier 1937 à Bucarest et mort le 6 avril 2009 dans la même ville) était un joueur de football international roumain.

## Palmarès

### Avec leDinamo Bucarest
- Champion de Roumanie en 1962, 1963, 1964 et 1965
- Vainqueur de la Coupe de Roumanie en 1964
- Meilleur buteur du Championnat de Roumanie en 1959